# Городское поселение Лотошино
Городско́е поселе́ние Лотошино́ — упразднённое муниципальное образование (городское поселение) в Лотошинском муниципальном районе Московской области.
Включало 43 населённых пункта, крупнейший из которых — посёлок городского типа Лотошино.

## История
В ходе муниципальной реформы, проведённой после принятия федерального закона 2003 года «Об общих принципах организации местного самоуправления в Российской Федерации», в Московской области были сформированы городские и сельские поселения.
Городское поселение Лотошино было образовано 1 января 2006 года согласно закону Московской области от 28 февраля 2005 г. № 59/2005-ОЗ «О статусе и границах Лотошинского муниципального района и вновь образованных в его составе муниципальных образований».
В состав городского поселения вошли посёлок городского типа Лотошино и ещё 42 сельских населённых пункта Кировского, Михалёвского, Монасеинского и Ушаковского сельских округов. Старое деление на сельские округа было отменено позже, в 2006 году.
26 мая 2019 года Лотошинский муниципальный район был упразднён, а все входившие в него городские и сельские поселения объединены в новое единое муниципальное образование —  городской округ Лотошино.

## Население
| 2006    | 2007    | 2008    | 2009    | 2010    | 2011    |
| ------- | ------- | ------- | ------- | ------- | ------- |
| 11 893  | ↘11 272 | ↘5186   | ↗11 049 | ↗11 307 | ↘11 202 |
| 2012    | 2013    | 2014    | 2015    | 2016    | 2017    |
| →11 202 | ↘11 096 | ↘11 017 | ↘10 954 | ↘10 807 | ↘10 597 |
| 2018    | 2019    |         |         |         |         |
| ↘10 467 | ↘10 334 |         |         |         |         |

## Состав
В состав городского поселения Лотошино входят 43 населённых пункта (1 посёлок городского типа, 2 посёлка, 1 село и 39 деревень):
| Вид             | Наименование     | Население, (2010) | ОКАТО          | Бывшая административная единица |
| --------------- | ---------------- | ----------------- | -------------- | ------------------------------- |
| деревня         | Абушково         | 1                 | 46 229 822 007 | Монасеинский сельский округ     |
| деревня         | Акулово          | 19                | 46 229 822 002 | Монасеинский сельский округ     |
| деревня         | Верейки          | 0                 | 46 229 822 012 | Монасеинский сельский округ     |
| деревня         | Володино         | 44                | 46 229 819 007 | Михалёвский сельский округ      |
| деревня         | Высочки          | 46                | 46 229 819 004 | Михалёвский сельский округ      |
| деревня         | Горсткино        | 13                | 46 229 819 010 | Михалёвский сельский округ      |
| деревня         | Добрино          | 7                 | 46 229 819 011 | Михалёвский сельский округ      |
| деревня         | Звягино          | 24                | 46 229 808 009 | Кировский сельский округ        |
| деревня         | Ивановское       | 161               | 46 229 822 004 | Монасеинский сельский округ     |
| деревня         | Издетель         | 13                | 46 229 837 006 | Ушаковский сельский округ       |
| деревня         | Калицино         | 127               | 46 229 822 006 | Монасеинский сельский округ     |
| посёлок         | Кировский        | 2334              | 46 229 808 001 | Кировский сельский округ        |
| деревня         | Клетки           | 0                 | 46 229 808 015 | Кировский сельский округ        |
| село            | Корневское       | 60                | 46 229 822 010 | Монасеинский сельский округ     |
| деревня         | Кряково          | 27                | 46 229 819 008 | Михалёвский сельский округ      |
| деревня         | Кудрино          | 3                 | 46 229 808 008 | Кировский сельский округ        |
| деревня         | Кульпино         | 385               | 46 229 819 012 | Михалёвский сельский округ      |
| рабочий посёлок | Лотошино         | 6160              | 46 229 551     |                                 |
| деревня         | Лужки            | 12                | 46 229 819 006 | Михалёвский сельский округ      |
| деревня         | Макарово         | 2                 | 46 229 808 006 | Кировский сельский округ        |
| деревня         | Марково          | 57                | 46 229 822 009 | Монасеинский сельский округ     |
| деревня         | Мастищево        | 21                | 46 229 819 013 | Михалёвский сельский округ      |
| деревня         | Михалёво         | 455               | 46 229 819 001 | Михалёвский сельский округ      |
| деревня         | Монасеино        | 329               | 46 229 822 001 | Монасеинский сельский округ     |
| деревня         | Натальино        | 22                | 46 229 819 005 | Михалёвский сельский округ      |
| деревня         | Нововасильевское | 119               | 46 229 808 022 | Кировский сельский округ        |
| деревня         | Новое Лисино     | 39                | 46 229 822 005 | Монасеинский сельский округ     |
| посёлок         | Новолотошино     | 1067              | 46 229 822 014 | Монасеинский сельский округ     |
| деревня         | Новошино         | 79                | 46 229 808 013 | Кировский сельский округ        |
| деревня         | Ошенево          | 12                | 46 229 808 005 | Кировский сельский округ        |
| деревня         | Павловское       | 3                 | 46 229 808 014 | Кировский сельский округ        |
| деревня         | Пешки            | 4                 | 46 229 808 007 | Кировский сельский округ        |
| деревня         | Редькино         | 0                 | 46 229 822 013 | Монасеинский сельский округ     |
| деревня         | Рождество        | 28                | 46 229 808 021 | Кировский сельский округ        |
| деревня         | Софийское        | 21                | 46 229 822 003 | Монасеинский сельский округ     |
| деревня         | Старое Лисино    | 7                 | 46 229 819 002 | Михалёвский сельский округ      |
| деревня         | Стрешневы Горы   | 111               | 46 229 822 011 | Монасеинский сельский округ     |
| деревня         | Татьянки         | 0                 | 46 229 808 020 | Кировский сельский округ        |
| деревня         | Тереховка        | 11                | 46 229 819 009 | Михалёвский сельский округ      |
| деревня         | Турово           | 17                | 46 229 808 012 | Кировский сельский округ        |
| деревня         | Урусово          | 38                | 46 229 819 003 | Михалёвский сельский округ      |
| деревня         | Харпай           | 4                 | 46 229 822 008 | Монасеинский сельский округ     |
| деревня         | Чапаево          | 27                | 46 229 808 004 | Кировский сельский округ        |